# Claudio Pressich
Claudio Pressich (Pola, 26 agosto 1941) è un ex calciatore italiano, di ruolo portiere.

## Caratteristiche tecniche
Era un portiere che faceva della reattività e della rapidità fra i pali la sua forza.

## Carriera
Nella stagione 1960-1961 fa parte della rosa della Reggiana nel campionato di Serie B, senza mai venire impiegato in partite ufficiali; sempre nel 1961 è inoltre tesserato anche dal Palermo (altro club della serie cadetta) e nella stagione 1961-1962 dall'Inter (in Serie A), senza comunque giocare partite ufficiali con nessuno di questi due club. Nella stagione 1962-1963 fa invece parte della rosa della Cremonese, sempre da riserva.
Arriva al Carpi nel 1963, e nella sua prima stagione ottiene con la squadra la vittoria del campionato di Serie D dopo un doppio spareggio in campo neutro contro il Bolzano (il primo spareggio, giocato a Verona, terminò per 1-1, mentre il secondo, disputato a Brescia il 7 giugno 1964 vide il successo della squadra emiliana per 3-1). Nella stagione successiva la squadra disputa il campionato di Serie C, chiudendo al decimo posto in classifica e giocando quindi nel terzo livello del calcio italiano anche nella stagione 1965-1966, chiusa con il 18º posto in classifica ed il ritorno in Serie D dopo due anni di professionismo.
Pressich rimane in squadra anche dopo la retrocessione e negli anni successivi, chiusi con numerosi piazzamenti nella parte centrale della classifica, ad eccezione della stagione 1970-1971 nella quale il Carpi sul campo retrocede in Promozione regionale ma viene ripescato.
Nella stagione 1972-1973 la squadra emiliana, nella quale Pressich ricopre ancora stabilmente il ruolo di portiere titolare, chiude il girone B di Serie D al terzo posto in classifica dietro al Bolzano, promosso in Serie C, ed al Melzo; il ritorno fra i professionisti arriva al termine della stagione successiva, chiusa con la vittoria del massimo campionato dilettantistico (il secondo nella carriera di Pressich). Pressich gioca nei biancorossi anche la stagione 1974-1975, chiusa con il ventesimo e ultimo posto in classifica con conseguente nuova retrocessione in Serie D.
A fine anno lascia la squadra con un totale in carriera di 334 presenze in partite ufficiali con la maglia del Carpi, che fanno di lui il giocatore con più presenze nella storia del club; chiude la carriera al termine della stagione 1975-1976, nella quale gioca 12 partite in Serie D con la maglia della Sampietrese.

## Palmarès
- Campionato italiano Serie D: 2

Carpi: 1963-1964, 1973-1974